# Retable de Sansepolcro
 (février 2022).
Le contenu est difficilement compréhensible vu les erreurs de traduction, qui sont peut-être dues à l'utilisation d'un logiciel de traduction automatique.
 (février 2022).
Si vous disposez d'ouvrages ou d'articles de référence ou si vous connaissez des sites web de qualité traitant du thème abordé ici, merci de compléter l'article en donnant les références utiles à sa vérifiabilité et en les liant à la section « Notes et références ».
Le Retable de Sansepolcro  (en italien : Pala di Sansepolcro) est une peinture religieuse du Pérugin, datant de 1510 environ, conservée au Dôme de Sansepolcro dans la province d'Arezzo (Toscane).

## Histoire
L'œuvre est un retable réalisé vers 1510 et destiné au Dôme de Sansepolcro.

## Thème
L'Ascension du Christ est rapportée par plusieurs Évangiles : 
- (16, 19) : « Le Seigneur, après leur avoir parlé, fut enlevé au ciel, et il s’assit à la droite de Dieu. »
- Luc (24, 51) : « Pendant qu’il les bénissait, il se sépara d’eux, et fut enlevé au ciel. »
- Actes des Apôtres (1, 9) : «  Après avoir dit cela, il fut élevé pendant qu’ils le regardaient, et une nuée le déroba à leurs yeux. »

L'Ascension du Christ (dans le ciel) se fait donc en présence de la Vierge Marie et de ses disciples (apôtres, autres saints convoqués), depuis le registre terrestre.

## Description
Le schéma eut, comme prototype, l'œuvre perdue de L'Assomption de la Chapelle Sixtine, abondamment reproduite dans les mêmes années par l'artiste dans Le retable de Vallombrosa ainsi que dans l'Ascension du Christ en présence de la Vierge et des apôtres, (Musée des beaux-arts de Lyon).
Le schéma de la composition de l'Ascension se définit sur deux registres parallèles : celui du monde terrestre quitté par Jésus, et celui du monde céleste qui l'accueille, les deux registres communiquant par le bas de la mandorle touchant l'auréole de la Vierge.
- Dans la partie supérieure le Christ s'élève dans une mandorle de têtes de séraphins encadrées de leur triple paires d'ailes ; une ligne supérieure d'anges musiciens (deux de chaque côté) surmonte deux anges tenant d'une main la mandorle, chacun de leur côté, et de l'autre déroulant un phylactère.
- Dans la partie basse se trouve la Vierge entourée de treize personnages sur fond de paysage bleuté de monts au-delà d'un plan d'eau. Tous les personnages sont richement vêtus ; à l'exception de trois, ils regardent tous le Christ qui, de ses deux mains dressées, montre les cieux. On reconnaîtra les apôtres à leurs attributs : Pierre placé à gauche de la Vierge, tenant une grande clef ; Jean, sur le bord droit du tableau en premier plan, un livre ; Paul avec son épée. Entre les saints auréolés du plan de la Vierge et l'extrême bord inférieur du tableau s'étale un plan plus proche, encadré de chaque côté par un saint (Jean à droite tenant son livre, un autre apôtre à gauche de dos, mains écartées du corps). Les deux autres personnages (ne regardant pas le Christ, avec Paul le regard ailleurs), un à gauche, un à l'extrême droite, la tête penchée, regardent le spectateur.

## Analyse
La composition est identique, aux détails près, à celle de l'Ascension du Christ en présence de la Vierge et des apôtres, mais le détail du premier plan des plantes est plus évanescent comme le paysage du fond, et  les rubans des anges comportent une boucle de plus. Le tableau est un retable plus grand verticalement que le précédent qui est le panneau central d'un polyptyque.
Si saint Paul avec son épée de soldat romain, ne regarde pas l'Ascension, la raison en est qu'il ne fut pas contemporain de l'événement.
Le Pérugin a recours avec assurance à ce schéma de puissant équilibre, composé sur la symétrie. Les sentiments sont à peine suggérés, les couleurs sont vives mais délicates se fondant les unes dans les autres. Une attention particulière est accordée aux éléments de décoration.
Le dessin est clair et bien défini, les lignes liantes, la composition sereine et plaisante. Les figures possèdent une idéalisation parfaite. Elles ne sont pas issues de l'étude du naturel mais plutôt de l'esthétique classique qui a été à la base des développements artistiques du XVIe siècle.